# Haakse steunbeer

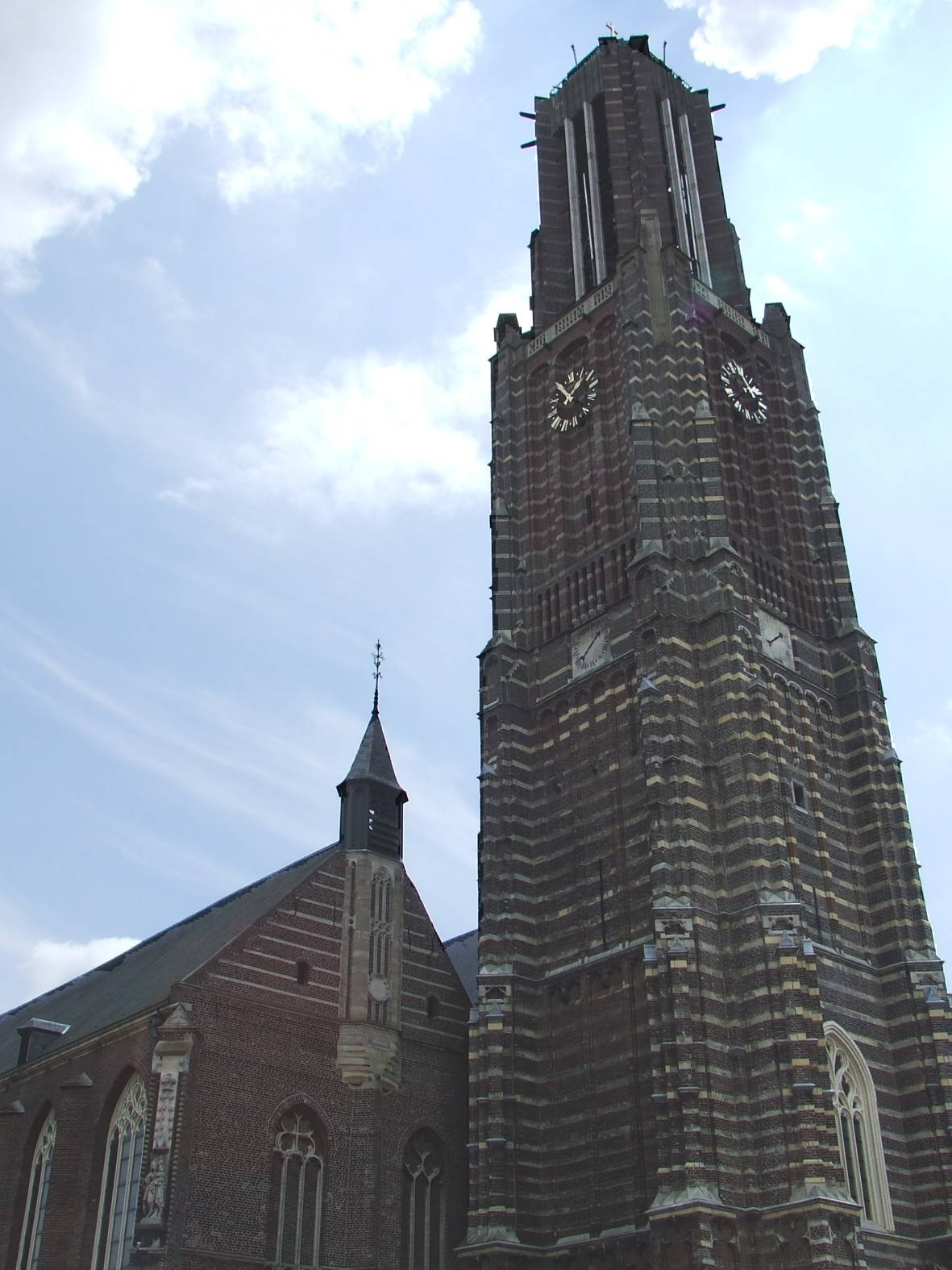
De Sint-Martinustoren te Weert heeft haakse steunberen. Van het noordelijk schip is juist nog een deel van de overhoekse steunbeer te zien.

Een haakse steunbeer is een steunbeer die loodrecht op een muur staat.

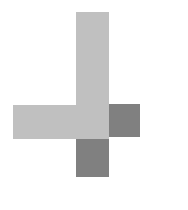
Haakse steunbeer